# خوان كارلوس مارتينيز كامارينا
خوان كارلوس مارتينيز كامارينا (بالإسبانية: Juan Carlos Martínez Camarena)‏ هو لاعب كرة قدم مكسيكي، ولد في 18 يناير 1991 في Arandas, Jalisco ‏ في المكسيك. لعب مع نادي غوادالاخارا.